# 下部温泉早川インターチェンジ
下部温泉早川インターチェンジ（しもべおんせんはやかわインターチェンジ）は、山梨県南巨摩郡身延町にある中部横断自動車道のインターチェンジである。計画段階での仮称は身延インターチェンジであった。
このインターチェンジは新直轄方式で作られる区間の中にあり、六郷インターチェンジから富沢インターチェンジの間は無料で供用されている。

## 歴史

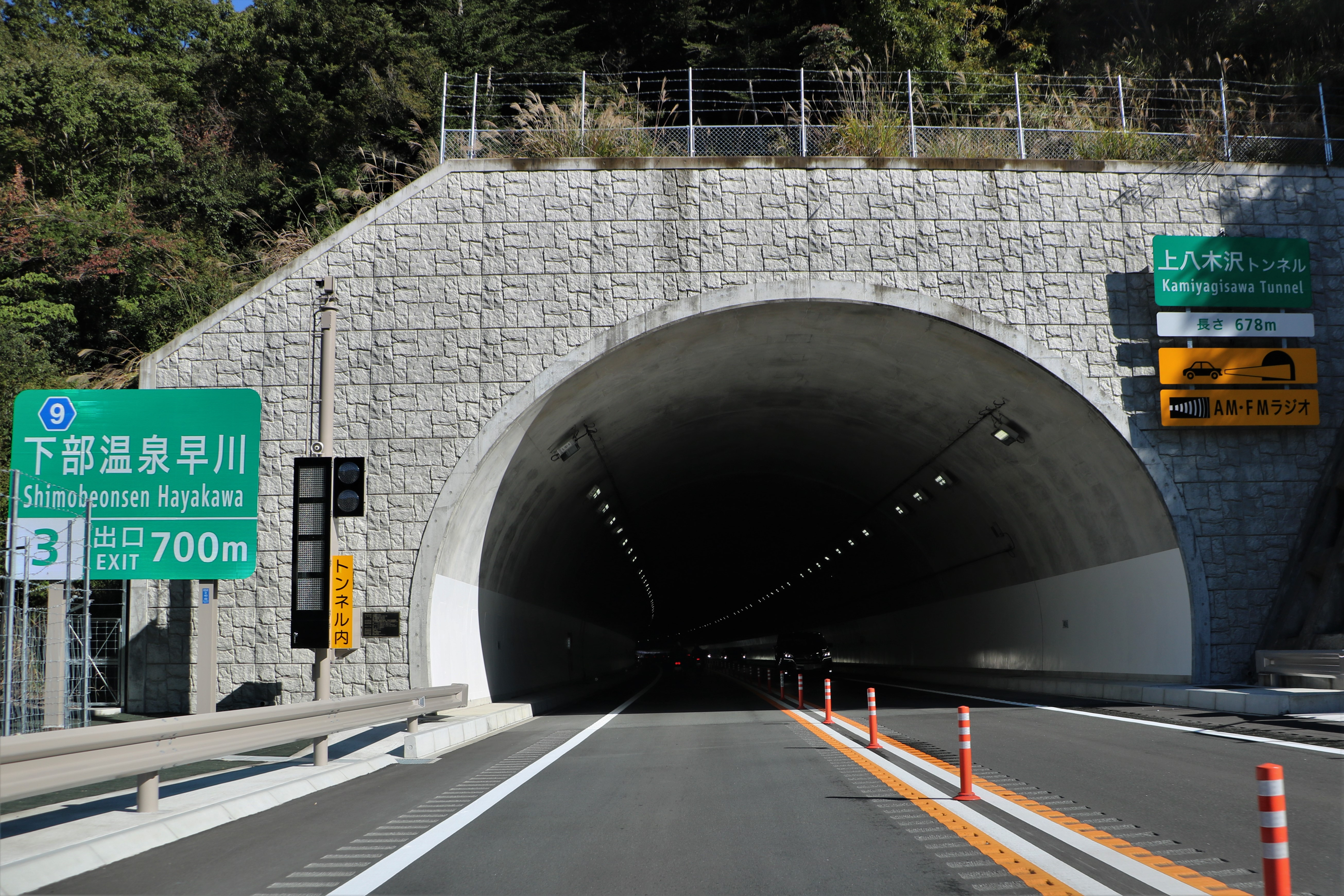
下部温泉早川インターチェンジ出口標識（上八木沢トンネル南口）2021年10月撮影

- 2009年（平成21年）3月20日：身延インターチェンジ（仮称）として着工。
- 2015年（平成27年）9月25日：所在地である身延町が下部温泉早川インターチェンジとする案をまとめる[2]。
- 2016年（平成28年）2月26日 : IC名称が「身延IC（仮称）」から「下部温泉早川IC」に正式決定[3]。
- 2019年（平成31年）3月10日：下部温泉早川IC - 六郷IC間開通に伴い供用開始[4][5]。
- 2021年（令和3年）8月29日：南部IC - 下部温泉早川IC間開通[6]。

## 周辺
インターチェンジの名前の通り下部温泉に近く、自動車で5分程度の場所にある。また、身延町の下山地区周辺、さらに早川町への最寄インターチェンジであり、赤沢や西山温泉、奈良田温泉、さらには南アルプスの登山ルートへ向かうことができる（ただし、奈良田以北はマイカー規制されている）。
- 身延線波高島駅
- 富士川クラフトパーク - 道の駅「みのぶ富士川観光センター」併設。富士川を渡り車5分。

## 接続する道路
- 直接接続
  - 山梨県道9号市川三郷身延線

## 隣
E52 中部横断自動車道
(2-2) 身延山IC - (3) 下部温泉早川IC - (3-2) 中富IC

## その他
1957年（昭和32年）4月16日に制定された国土開発縦貫自動車道中央自動車道の予定路線を定める法律では、中央自動車道が富士吉田市から精進湖を経て身延町を通過し、そこから赤石山脈を抜け現在の飯田インターチェンジへ繋がる予定であり、現在の当インターチェンジ付近に富士川インターチェンジ（仮称）の設置が予定されていた。
しかしこのルートは、精進湖から富士川までの高低差700メートルという急勾配に加え、標高3,000メートルの山々が連なる赤石山脈をトンネル貫通するルートは難工事が予想され、参議院議員の青木一男が財政的に難しいと判断し説得に回った結果、1963年（昭和38年）5月に現在の甲府盆地と諏訪盆地を迂回するルートに変更された。これに対し通過地となる身延町は、当初ルート案の遂行を訴えたが聞き入れられず、富士川インターチェンジは幻となった。
それから56年を経て、下部温泉早川インターチェンジが誕生し、経路は東西から南北へ変わったものの、悲願の高速道路のインターチェンジが設けられることになった。